# Barri dels Àngels
Barri dels Àngels – miejscowość w Hiszpanii, w Katalonii, w prowincji Girona, w comarce Gironès, w gminie Sant Martí Vell.
Według danych INE z 2005 roku miejscowość zamieszkiwało 11 osób.